# Мала Дапчевиця
45°43′ пн. ш. 17°17′ сх. д. / 45.71° пн. ш. 17.29° сх. д.
Мала Дапчевиця (хорв. Mala Dapčevica) — населений пункт у Хорватії, у Б'єловарсько-Білогорській жупанії у складі міста Грубишно-Полє.

## Населення
Населення за даними перепису 2011 року становило 3 осіб.
Динаміка чисельності населення поселення: